# Ball grid array
Ball grid array (BGA) je typ pouzdra integrovaného obvodu pro povrchovou montáž (SMD). Vyznačuje se tím, že spodní strana obvodu je pokryta kontakty do tvaru pravoúhlé mřížky. Tato mřížka nemusí být zcela pravidelná, některé části mohou být vynechány. Na jednotlivé kontakty jsou naneseny kuličky, které po zapájení tvoří vodič mezi plošným spojem a BGA pouzdrem.

## Rozdělení BGA obvodů
Existuje mnoho variant množství kuliček i roztečí BGA obvodů, počínaje 1,00mm BGA, Chip scale BGA 0,5mm, případně 0,4mm Ultra Chip Scale BGA.

## Pájení BGA
BGA pouzdro je možné strojově pájet technologií reflow, případně ručně za použití horkovzdušné pistole. Ruční pájení vyžaduje relativně velkou zručnost a pečlivou přípravu.

## Kontrola zapájeného obvodu

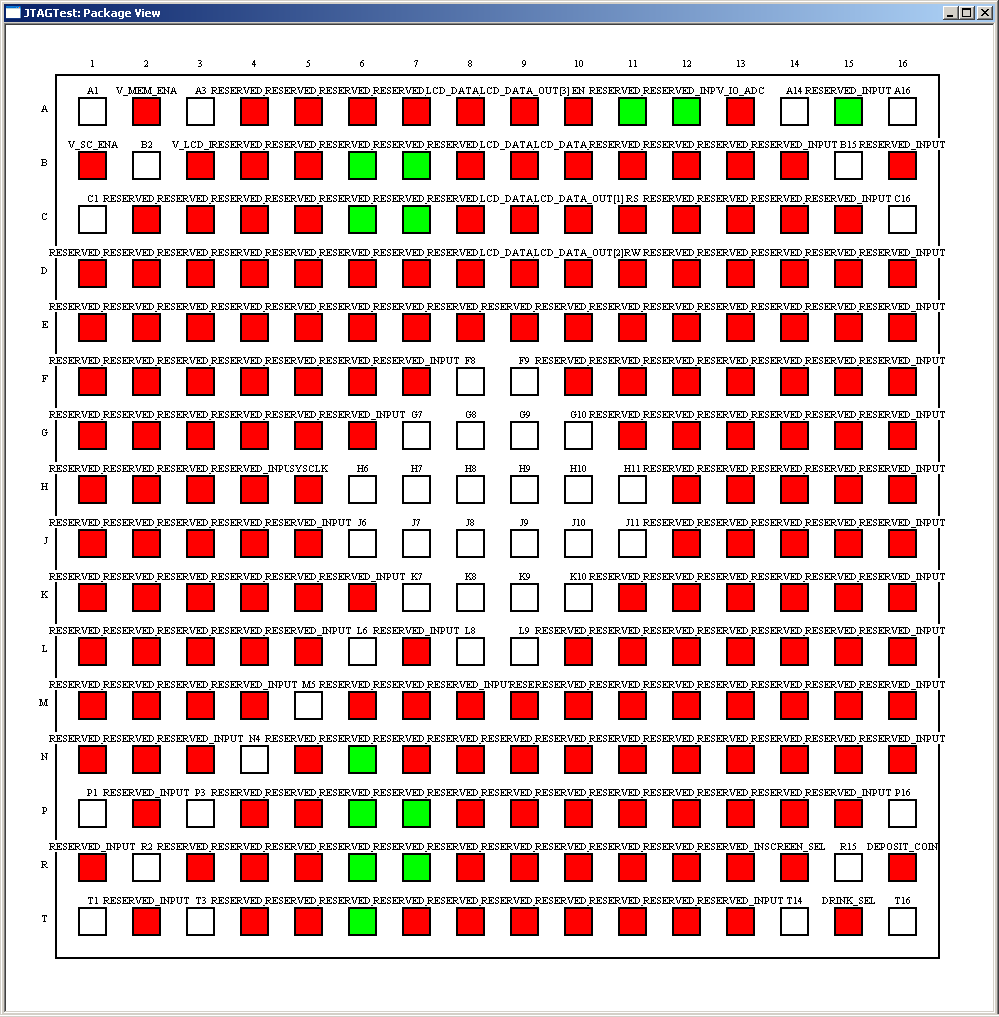
Zobrazení stavu spojů BGA obvodu (Altera CPLD EPM1270) přes JTAG (JTAGTest)

Kontrola správnosti zapájení BGA obvodu se většinou provádí pomocí rentgenu nebo speciálním mikroskopem který za pomocí hranolu umístěného na špičce hrotu umožní nahlédnout do prostoru mezi deskou a součástkou.

Další alternativou je elektronický test, například pomocí technologie JTAG.

## Výhody
Úspora místa. Kolem pouzdra čipu neční žádné vývody, vše je ukryto vespod pouzdra.

## Nevýhody

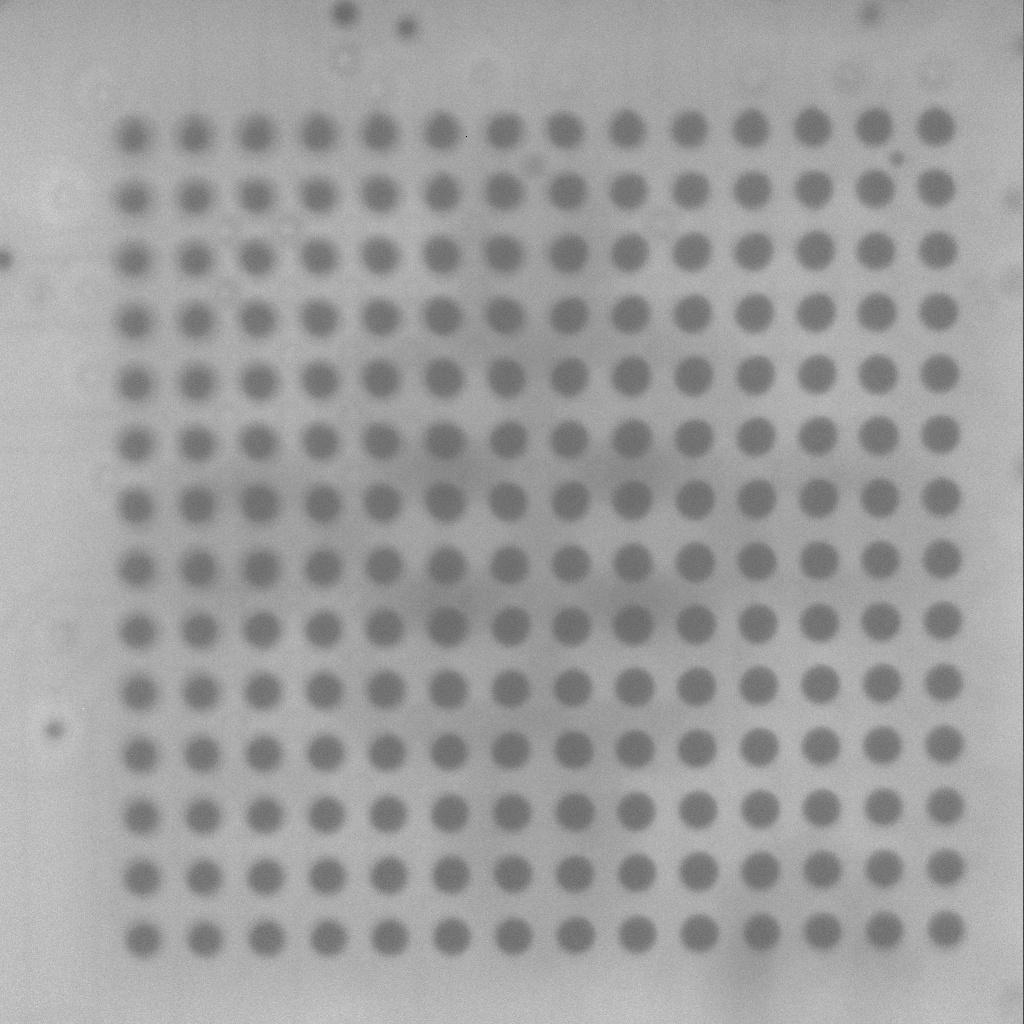
Rentgenový snímek BGA

Tento druh spoje není příliš spolehlivý, při mechanickém (ohyb) nebo tepelném namáhání (pouzdro čipu má oproti podkladu, desce plošných spojů, rozdílnou tepelnou roztažnost) mají kuličky tendenci praskat nebo odtrhávat se, a tím spíše, jsou-li díky platnosti směrnice RoHS tvořeny bezolovnatou pájkou, která má oproti olovnaté zpravidla horší mechanické vlastnosti - jsou křehčí a leckdy také trpí na cínový mor. Proto tato technologie není mezi elektrikáři vítaným hostem. Opravitelnost sice možná je, třeba horkovzdušnou pistolí či "upečením" v troubě při teplotě zhruba 200 °C, ale ani zručnému a v tomto ohledu zkušenému opraváři se oprava často nepovede.